# Ujung Saribu
Ujung Saribu is een bestuurslaag in het regentschap Simalungun van de provincie Noord-Sumatra, Indonesië. Ujung Saribu telt 570 inwoners (volkstelling 2010).